# Long Buckby
Long Buckby is een civil parish in het bestuurlijke gebied Daventry, in het Engelse graafschap Northamptonshire. De plaats telt 3913 inwoners.

## Externe link

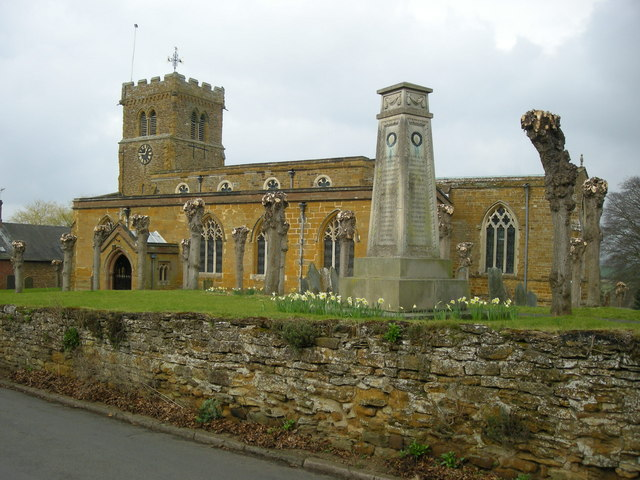
Kerk St. Lawrence